# Jean Boyer (compositeur)
Pour les articles homonymes, voir Jean Boyer et Boyer.
Jean Boyer, né avant 1600 et mort en 1648, est un violiste et compositeur français, actif à Paris dans la première moitié du XVIIe siècle.
Il ne doit pas être confondu avec Noël Boyer, qui fut maître de la musique de la duchesse de Savoie et qui tenta en 1631 de succéder à Paul Auget comme surintendant de la musique de la chambre du roi.

## Biographie
Le premier acte qu'on possède sur Jean Boyer intervient lorsque son cousin Jehan Bernard (c. 1631 – après 1611) résigne ses charges de chantre de la Chambre et de la Chapelle du roi en sa faveur. L'acte précise que Jean Boyer était fils de feu maître Philibert Boyer, procureur en la cour de Parlement et qu'il était « expérimenté en l’art de musicque, mesme sur le lutz et sur les violles ».
Ce n'est qu'en février 1617 qu’il apparaît dans des ballets de cour, composant cette année-là un air pour un ballet non identifié et un autre pour le Ballet des Forgerons. Il contribue à d’autres ballets : en 1618 un air pour le Ballet de la Folie et un autre pour le Ballet de M. de Nemours, en 1621 un air pour un ballet non identifié et un autre pour le Ballet des Indiens, enfin en 1626 pour le Ballet du Grand bal de la Douairière de Billebahaut.
La dédicace de ses livres d’airs publiés en 1619 et 1621, montre qu’il a probablement travaillé pour Henri Ier de Savoie-Nemours (1572-1632), qui était l’ordonnateur habituel des ballets du roi et qui aurait pu l’introduire à la cour d'une manière plus active que sa charge de chantre ne le lui permettait.
Le 13 décembre 1629, il est Secrétaire ordinaire de la Chambre du roi, et le 18 février 1636 il obtient la moitié de la charge de joueur de viole ordinaire de la Chambre du roi détenue par Gabriel Caignet l'aîné, par démission de celui-ci. Cette charge lui rapportait 450 lt pour un semestre. Il devint aussi ordinaire de la musique de la reine Anne d’Autriche, à 1 200 lt de gages annuels.
Henri de Savoie-Nemours étant mort dans l’intervalle, Boyer semble s’être ensuite attaché à la maison de Gaston d’Orléans, frère du roi. Les deux livres de chansons qu’il publie en 1636 et 1642 révèlent des attaches dans son milieu.
Le 7 janvier 1640, Jean Boyer achète une maison à Wissous, au sud de Paris. Il se marie avec Jeanne Aymar (veuve de Jacques de Mézières) en février 1644. Il avait une sœur Marguerite mariée à François Gaulthier, procureur au parlement, un frère Léon, écuyer, conseiller du roi et contrôleur des guerres, et une sœur utérine Suzanne Maugars, femme de Jean Bigot, avocat au parlement. Peut-être cette dernière était-elle de la famille d’André Maugars (vers 1580 – vers 1645), violiste célèbre.
Sa mort survient en mai 1648, alors qu’il est toujours ordinaire de la Musique du roi et de la reine. Son inventaire après décès (16 mai 1648) a été retrouvé ; à cette époque, il habitait rue des Marmousets. Cet inventaire révèle deux théorbes, un luth, deux violes, deux guitares, des flûtes à bec et à Wissous encore un théorbe, une viole, un hautbois et une musette.
Au moment de son mariage, ses livres de musique incluaient des œuvres profanes et spirituelles de Claude Le Jeune, des tablatures pour luth, des airs et des chansons, des chansons profanes de Roland de Lassus ou leur parodies spirituelles, des madrigaux italiens. La proportion importante de contrafacta spirituels peut laisser supposer qu’il était protestant.

## Œuvres

### Airs de cour
Boyer a publié plusieurs livres d’airs polyphoniques (à quatre voix ou pour voix et luth), publiés sous son nom ou dans des recueils collectifs. Il y fait preuve d’une belle inventivité et d’une réelle sensibilité à l’expressivité des textes qu’il met en musique.
- Airs de différents auteurs, mis en tablature de luth par eux-mêmes. Huitième livre. Paris : Pierre I Ballard, 1618. 1 vol. 4°. RISM 16189 et S 3419, Guillo 2003 n° 1618-A.

Contient 8 airs de Boyer, parmi d’autres airs de Pierre Guédron, Antoine Boësset, Paul Auget, Vincent, Grand-Rue, Nicolas Signac, Savorny et Claude Coffin.
- Airs à 4 parties, par Jean Boyer parisien. [Premier livre]. Paris : Pierre I Ballard, 1619. 4 vol. 8° obl. RISM B 4181, Guillo 2003 n° 1619-B.

Dédicace au Prince Henry de Savoye, duc de Genevois et de Nemours, avec diverses pièces liminaires à la louange de Boyer, dont une de Boyer lui-même, et une sur son anagramme « J’é bon air ». Édition avec une introduction de Thomas Leconte : Versailles : CMBV, 2003 (Cahiers de musique, E01).
Contient 37 airs, dont un provenant du Ballet de M. de Nemours (1619), un du Ballet de la Folie (1618), un du Ballet des Forgerons (1617), et 3 pièces spirituelles regroupées à la fin.
- Airs de Jean Boyer parisien, mis en tablature de luth par lui-même. Paris : Pierre I Ballard, 1621. 1 vol. 4°. RISM B 4182, Guillo 2003 n° 1621-D.

Dédicace à Madame Anne de Lorraine, duchesse de Genevois et de Nemours, avec des stances sur les airs de M. Boyer par « D. I. ».
Contient 27 pièces pour voix et luth, dont une extraite d’un ballet non identifié, une autre extraite du Ballet de Monsieur de Nemours (1619) et trois pièces spirituelles regroupées à la fin. Ce recueil offre de nombreuses concordances avec ses airs à 1 voix.
- IIe livre d'airs à 4 parties de Jean Boyer. Paris : Pierre I Ballard, 1627. 4 vol. 8° obl. Manque au RISM, Guillo 2003 n° 1627-A.

Dédicace à Monsieur L'Archer, président en la Chambre des Comptes, avec un quatrain signé « I. D. M. » et un huitain signé Ch. Morin.
Contient 36 pièces, y compris quelques chansons à boire regroupées à la fin. Seule est connue la partie de taille, mais les autres voix d’une quinzaine d’airs peut être reconstituée avec les contrafacta qui en ont été publiés dans la Philomèle séraphique (Tournai : Adrien Quinqué, 1632 et 1640).
Par ailleurs, entre 1618 et 1628, ses airs sont insérés dans des recueils d’airs à une voix :
- IIIe livre d'airs de cour, et de différents auteurs [1 v.]. Paris : Pierre I Ballard, 1619. 1 vol. 8°. RISM 161910, Guillo 2003 n° 1619-A.

Contient 9 airs de Boyer, parmi des airs de Pierre Guédron, Antoine Boësset, Gabriel Bataille, Vincent, Grand-Rue, Nicolas Signac, Savorny, Claude Coffin, Paul Auget.
- Airs de différents auteurs [1 v.]. Paris : Pierre I Ballard, 1621. 1 vol. 8°. RISM 162113, Guillo 2003 1621-B.

Contient 8 airs de Boyer dont un récit de ballet, parmi des airs de cour ou à boire de Claude Coffin, Grand-Rue et Sauvage.
- Ve livre d'airs de cour et de différents auteurs [1 v.]. Paris : Pierre I Ballard, 1623/1624. 1 vol. 8°. RISM 16235, Guillo 2003 n° 1623-B.

Contient en 4 et 10 airs de Boyer, entre autres airs d’Antoine Boësset et Grand-Rue.
- VIIe livre d'airs de cour, et de différents auteurs [1 v.]. Paris : Pierre I Ballard, 1626. 1 vol. 8°. RISM 162611, Guillo 2003 n° 1626-B. Édition réimprimée en 1628 (RISM 16288, Guillo 2003 n° 1628-B).

Contient 2 airs de Boyer, parmi des airs français ou espagnols d’Étienne Moulinié, Antoine Boësset, François Richard, Bocan, Guillaume Barberon, Gabriel Bataille ou Jacques Lefèvre. Dans la réédition de 1628 les airs de Boyer deviennent anonymes.
- VIIIe livre d'airs de cour, et de différents auteurs [1 v.]. Paris : Pierre I Ballard, 1628. 1 vol. 8°. RISM 16289, Guillo 2003 n° 1628-C.

Contient 27 airs de Boyer, parmi des airs de cour ou à boire d’Antoine Boësset, Paul Auget et François Richard.

### Chansons

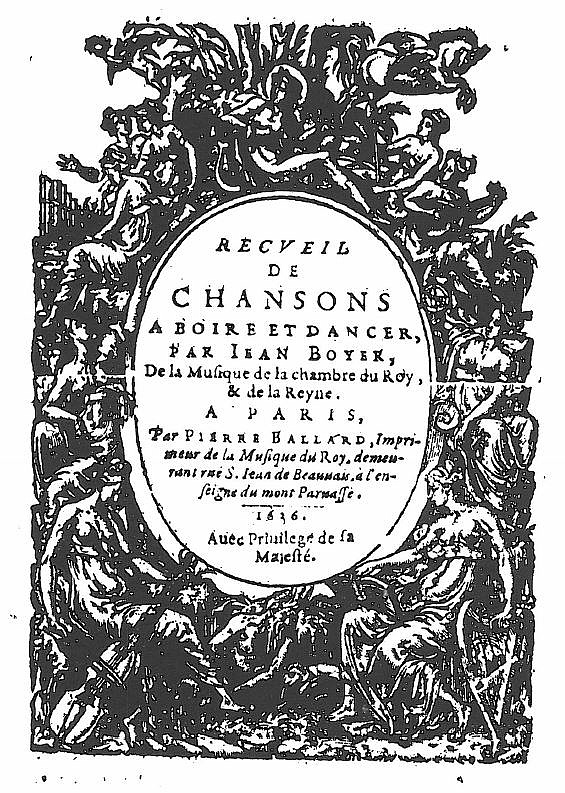
Les Chansons de 1636.

Les chansons publiées par Boyer sont plus tardives et d’une écriture moins élaborée que ses airs :
- Recueil de chansons à boire et danser par Jean Boyer, de la Musique de la chambre du Roy, & de la Reyne [1-2 v., Ier livre]. Paris : Pierre I Ballard, 1636. 1 vol. 8°. RISM B 4183, Guillo 2003 n° 1636-D.

Dédicace à Monsieur de Flotte, gentilhomme ordinaire de la maison de Gaston d'Orléans, avec quelques pièces liminaires.
Contient 26 chansons pour boire à 2 voix dont 3 pour Gaston d’Orléans, et 25 chansons à danser à 1 voix.
- IIe livre des chansons à danser et à boire de Jean Boyer, de la Musique de la chambre du Roy [1-2 v.]. Paris, Robert III Ballard, 1642. 1 vol. 8°. RISM B 4184, Guillo 2003 n° 1642-B. Cette édition a été recueillie en 1644 par Robert III Ballard (Guillo 2003 n° 1644-E) et en 1699 par Christophe Ballard (Guillo 2003 n° 1699-F).

Contient 31 chansons pour danser, 4 courantes pour danser, 2 sarabandes, toutes à 1 voix, et 7 chansons pour danser à 2 voix.